# Borów-Kolonia (powiat krasnostawski)
Borów-Kolonia – kolonia w Polsce położona w województwie lubelskim, w powiecie krasnostawskim, w gminie Gorzków.
W latach 1975–1998 miejscowość należała administracyjnie do województwa zamojskiego.
Przez miejscowość przepływa rzeka Żółkiewka, dopływ Wieprza.
Kolonia stanowi sołectwo gminy Gorzków. Według Narodowego Spisu Powszechnego (III 2011 r.) wieś liczyła 95 mieszkańców.